# Hans Jakob Nägeli
Johann Jakob Nägeli (* 1736 in Zürich; † 27. Februar 1806 ebenda) war ein Schweizer Pfarrer, Komponist und Chorleiter.
Nägeli wuchs als Sohn des Pfarrers Johann Caspar Nägeli in Zürich auf. Er studierte dort Theologie und wurde 1756 ordiniert. Ab 1759 war er als Vikar in Hütten tätig. Nach dem plötzlichen Ableben von Johannes Schmidlin wurde Nägeli 1772 sein Nachfolger als Pfarrer in Wetzikon. Er übernahm dort auch die Leitung der 200-köpfigen Singgesellschaft und des Collegium musicum, die er bis an sein Lebensende innehatte. 1793 erhielt er das Dekanat des Kapitels, 1798 wurde er zum Schulinspektor in Grüningen ernannt.
Nägeli hatte den Spitznamen «Musterdorfpfarrer» und galt als aufklärerisch. Er wurde als Musikkenner im ganzen Kanton geschätzt. Weitere Tätigkeiten umfassten das Komponieren (u. a. eine Kantate zur Einweihung der Kirche Wädenswil 1767) und die Landwirtschaft (u. a. 1771 eine Publikation zur Pflanzung und Nutzung von Erdäpfeln). Er war Mitglied der Naturforschenden Gesellschaft Zürich.
Am 27. Dezember 1767 heiratete er Emerentiana Wirz (* 1734; † 27. Mai 1810), Tochter des Zürcher Antistes Johann Conrad Wirz, er hatte mit ihr vier Söhne; der älteste Hans Konrad Nägeli trat in seine Fussstapfen als Pfarrer, der jüngste Hans Georg Nägeli wurde als Musikverleger und Komponist bekannt.